# Округ Есекс (Вирџинија)
Округ Есекс (енгл. Essex County) је округ у америчкој савезној држави Вирџинија.

## Демографија
По попису из 2010. године број становника је 11.151, што је 1.162 (11,6%) становника више него 2000. године.
| Група             | 2000.         | 2010.         |
| Белци             | 5.762 (57,7%) | 6.239 (56,0%) |
| Афроамериканци    | 3.900 (39,0%) | 4.247 (38,1%) |
| Азијати           | 81 (0,8%)     | 86 (0,8%)     |
| Хиспаноамериканци | 72 (0,7%)     | 349 (3,1%)    |
| Укупно            | 9.989         | 11.151        |